# Guoduo-dæmningen
Guoduo-dæmningen er en dæmning med tilhørende kraftværk på floden Lancang-Mekong i Tibet; Kraftværket blev sat i drift i 2014; Det har en kapacitet på 165 MW og ligger højere end 3.400 meter; Anlægget blev bygget for at levere elektrisk kraft til Yulong Copper Mine.
|  | Land |  | Beliggenhed                                     | Idriftsættelse | Installeret kapasitet (MW) | Mean Annual Energy (GW) | Højde (m) | Crest length (m) | Total storage (million m3) | Max reservoir area (km2) |
|  | ---- |  | ----------------------------------------------- | -------------- | -------------------------- | ----------------------- | --------- | ---------------- | -------------------------- | ------------------------ |
|  | Kina |  | 31°31′45″N 97°11′29″Ø / 31.529089°N 97.191279°Ø | 2015           | 160                        | 823                     | 93        | 235.5            | 83                         |                          |